# Francis Kenny

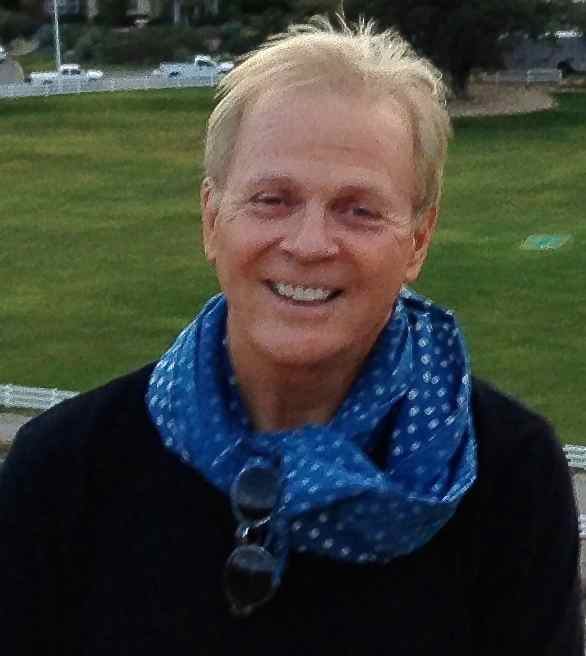
Francis Kenny (2013)

Francis Gleig Kenny (* 1948 oder 1949 in Indianapolis, Indiana) ist ein US-amerikanischer Kameramann.

## Leben
Nach seinem Studium an der Harvard University, der Hofstra University und der University of Texas at Austin arbeitete Francis Gleig Kenny in einer Firma in New York City, wo er Musikvideos, Werbe-, Konzert- und Dokumentarfilme drehte. Bevor er 1991 nach Los Angeles zog, war er bereits als Kameramann für Spielfilme wie Das Geheimnis meiner Karriere, Vasallen des Satans und Heathers verantwortlich. Seitdem drehte er vor allen Dingen Komödien wie Wayne’s World 2, Bean – Der ultimative Katastrophenfilm und Scary Movie. Seit den 2000er Jahren ist er vermehrt für das Fernsehen tätig. Sein Schaffen umfasst mehr als 60 Produktionen.
2012 wurde Kenny mit dem ASC President’s Award ausgezeichnet.

## Filmografie (Auswahl)
- 1983: He Makes Me Feel Like Dancin’ (Dokumentarfilm)
- 1987: Das Geheimnis meiner Karriere (Campus Man)
- 1987: Vasallen des Satans (Salvation!: Have You Said Your Prayers Today?)
- 1989: Heathers
- 1989: Süßer Vogel Jugend (Sweet Bird of Youth)
- 1991: House Party 2
- 1991: Kalter Himmel (Cold Heaven)
- 1991: New Jack City
- 1992: Tödlicher Virus (Condition: Critical)
- 1992: Final Pulse
- 1993: Der Tod und die Lady (Dying to Love You)
- 1993: Die Coneheads (Coneheads)
- 1993: Hol’ die Mama aus dem Sarg! (Ed and His Dead Mother)
- 1993: Wayne’s World 2
- 1994: Jason’s Lyric
- 1996: Harriet, die kleine Detektivin (Harriet the Spy)
- 1996: Mister Bombastic (A Thin Line Between Love and Hate)
- 1996: Mörder der Engel (Dark Angel)
- 1997: Bean – Der ultimative Katastrophenfilm (Bean)
- 1998: A Night at the Roxbury
- 1998: Die nackte Wahrheit über Männer und Frauen (Denial)
- 1999: Eine wie keine (She’s All That)
- 2000: Scary Movie
- 2001: So High (How High)
- 2003: Justin & Kelly: Beachparty der Liebe (From Justin to Kelly)
- 2005: Edison
- 2010–2014: Justified (Fernsehserie)
- 2016: Greenleaf (Fernsehserie)
- 2018–2019: S.W.A.T. (Fernsehserie)